# خانه حاج حسن زالی
خانه حاج حسن زالی مربوط به اواخر دوره قاجار است و در شهرستان اصفهان، بخش جلگه، روستای تاریخی قهی واقع شده و این اثر در تاریخ ۲۲ مرداد ۱۳۸۴ با شمارهٔ ثبت ۱۲۹۹۱ به‌عنوان یکی از آثار ملی ایران به ثبت رسیده است.